# Апокалипса у Холивуду
Апокалипса у Холивуду или Ово је крај (енгл. This Is the End) америчка је комедија из 2013. чији су редитељи, сценаристи и продуценти Сет Роген и Еван Голдберг.

## Улоге
- Сет Роген
- Џеј Барушел
- Џејмс Франко
- Џона Хил
- Дени Макбрајд
- Крејг Робинсон
- Мајкл Сера
- Ема Вотсон
- Ријана
- Минди Кејлинг
- Дејвид Крамхолц
- Кристофер Минц-Плас
- Мартин Стар
- Кевин Харт
- Азиз Ансари
- Пол Рад
- Ченинг Тејтум
- Џејсон Сигел (непотписан)
- Џејстон Трост - ЏТРО (непотписан)
- Брандон Трост - канибал (непотписан)
- Брајан Хаски - човек без главе
- Бекстрит бојс